# Bodeo Mod. 1889
O Bodeo Modelo 1889 (ou Modello 1889 ou simplesmente Bodeo) era um revólver italiano com o nome do chefe da comissão italiana de armas de fogo, Carlo Bodeo. Foi produzido por uma grande variedade de fabricantes entre 1889 e 1931 na Espanha e na Itália. O Bodeo foi empregado pelo "Regio Esercito" na Primeira Guerra Mundial, nas guerras coloniais italianas entre as guerras e na Segunda Guerra Mundial. O Bodeo tem em duas variantes conhecidas, mas apenas com diferenças superficiais.
O Modello 1889 é uma evolução do revólver francês "Chamelot-Delvigne Mod. 1874", o qual veio a substituir.

## Histórico
Produzido por uma grande variedade de fabricantes de armas italianos, o Bodeo se tornou o revólver de serviço do Exército italiano em 1891. O revólver foi batizado em homenagem ao chefe da comissão italiana que recomendou sua adoção, Carlo Bodeo. Ele permaneceu como a principal arma do Exército italiano até que foi cada vez mais suplantado pelo Glisenti Modelo 1910. O revólver nunca foi declarado obsoleto e permaneceu como uma arma de reserva até o final da Segunda Guerra Mundial. Os fabricantes italianos identificados com a produção do Bodeo incluem: Società Siderurgica Glisenti, Castelli de Brescia, Metallurgica Bresciana e Vincenzo Bernardelli de Gardone Val Trompia. Durante a Primeira Guerra Mundial, os fabricantes espanhóis Errasti e Arrostegui de Eibar produziram o Bodeo para o governo italiano. Os italianos apelidaram este revólver de "coscia d'agnello" ("perna de cordeiro"). Durante a Segunda Guerra Mundial, a Wehrmacht designou o Bodeo como "Revólver 680(i)" quando utilizado como uma arma de fogo alternativa.

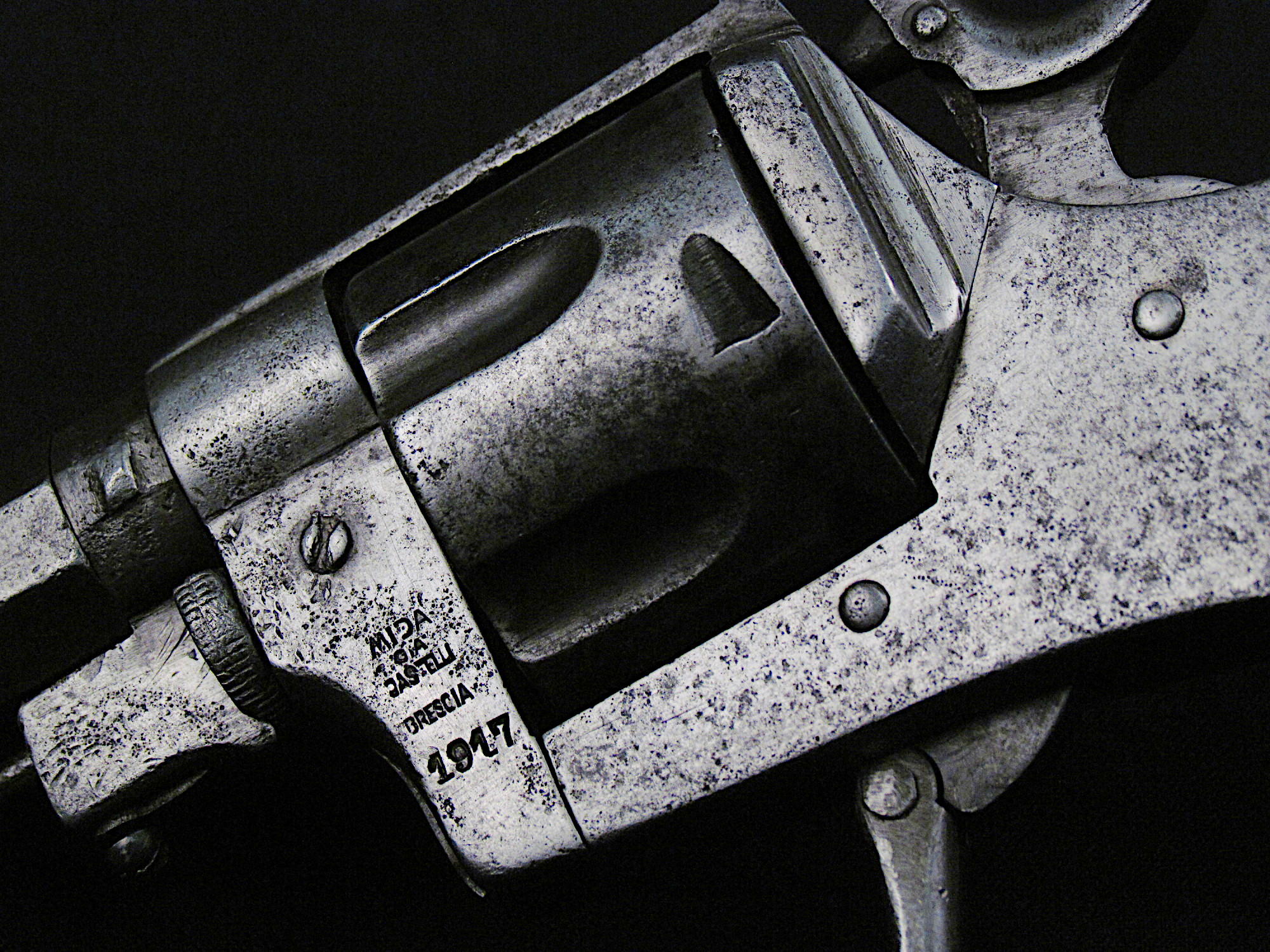
Detalhe do tambor e cão de um Modello 1889.

## Projeto
O Bodeo Modello 1889 é um revólver de seis tiros de estrutura sólida. O cano, o cilindro, os componentes do gatilho, a porta de carga, a haste de ejeção, as molas e os parafusos eram de aço; enquanto a estrutura, a placa traseira e o colar da haste de ejeção eram feitos de ferro. Uma trava de segurança externa para o cão foi projetada e adaptada para muitos revólveres em 1894, embora esta trava externa do cão tenha sido substituída por uma trava interna durante um programa de modernização do arsenal em 1915.
Antes da Primeira Guerra Mundial, a versão de infantaria do Bodeo foi originalmente produzida "sem acabamento". Os italianos passaram por um programa de modernização de arsenal para repintura de muitos revólveres em 1915, com mudanças incluindo o "azulamento" dos revólveres e a instalação de uma segurança interna contra quedas para o cão. Modelos posteriores do Bodeo já sairam da fábrica com acabamento "azulado".

### Mecânica
O Bodeo era considerado simples e robusto. Devido ao revólver ser produzido por uma infinidade de fabricantes, a qualidade da arma variava muito. As armações eram feitas de uma ampla variedade de materiais, desde latão até placas de cobre soldadas. O bloco era conectado ao cão com o cano aparafusado no quadro. A ejeção era feita pela haste normalmente alojada no pino do eixo oco. O bloco do cão foi projetado para evitar disparos, a menos que o gatilho estivesse totalmente armado.

## Variantes
O Bodeo foi oferecido basicamente em duas versões distintas: o modelo "truppa" (ou "tipo A"), com cano octogonal e gatilho dobrável; e o modelo "ufficiali" (ou "tipo B"), com cano redondo e gatilho "normal" com um guarda-mato, A versão de cano octogonal foi produzida para soldados italianos de base, enquanto a versão de cano redondo foi produzida para oficiais subalternos e de campo. A versão do gatilho dobrável foi produzida em grande número.
Durante a Primeira Guerra Mundial, cópias licenciadas foram feitas por várias empresas espanholas da região de Eibar. A produção dessas cópias espanholas ocorreu entre 1916-1917.

## Na cultura popular
Na cultura dos quadrinhos, o Bodeo 1889, no "tipo B", é usado por Dylan Dog, o investigador do pesadelo. Ele pega o revólver arremessado por seu assistente e dispara imediatamente em seguida. Também usado por Ugo Pastore protagonista das minisséries Volto Nascosto e Shanghai Devil.
O Bodeo 1889, "tipo A", pintado de vermelho com bolinhas brancas, é usado por Glauco, protagonista do filme "Dillinger è morto" de 1969, filme de Marco Ferreri.
O Bodeo 1889 também está presente no arsenal do videogame de atirador "Battlefield 1".

## Guerras
Esses foram os conflitos nos quais o Bodeo Modello 1889 esteve envolvido: 
- Guerra Ítalo-Turca
- Levante dos Boxers
- Primeira Guerra Mundial
- Segunda Guerra Ítalo-Etíope
- Guerra Civil Espanhola
- Segunda Guerra Mundial